# Henryk Majer
Henryk Majer (ur. 29 stycznia 1963 w Krapkowicach) – polski piłkarz grający na pozycji obrońcy. Grał w LZS Kujawy, Pogoni Prudnik, Odrze Opole i GKS Jastrzębie.

## Sukcesy
- Wicemistrzostwo Europy U-18 – 1981
- uczestnik Mistrzostw świata w Australii U-20 – 1981
- Wicemistrzostwo Polski U-18 – 1980
- Wicemistrzostwo Polski U-17 – 1979